# Římskokatolická farnost Žďárec
Římskokatolická farnost Žďárec je územní společenství římských katolíků v tišnovském děkanství s farním kostelem sv. Petra a Pavla.

## Území farnosti
- Žďárec s farním kostelem sv. Petra a Pavla
- Lubné s kaplí Panny Marie
- Ostrov s kaplí sv. Václava
- Rojetín s kaplí Narození Panny Marie
- Tišnovská Nová Ves s kaplí Nanebevzetí Panny Marie
- Víckov s kaplí Panny Marie Lurdské
- Vratislávka s kaplí Panny Marie

## Historie farnosti
Raně gotické jádro žďáreckého kostela bylo postaveno kolem roku 1260, v pozdějších staletích bylo upravováno. U severní stěny presbytáře je přistavěna sakristie, u jižní zdi lodi kaple.

## Bohoslužby
| Kostel        | Místo  | Bohoslužba (den)     | Hodina      | Poznámka     |
| ------------- | ------ | -------------------- | ----------- | ------------ |
| Petra a Pavla | Žďárec | neděle úterý čtvrtek | 10.30 18.00 | Farní kostel |

## Duchovní správci
Duchovním správcem je zde farář z Dolních Louček. Administrátorem excurrendo byl od 1. září 2007 R. D. Marián Kalina. Od 1. srpna 2014 byl jako administrátor excurrendo ustanoven R. D. Mgr. Pavel Křivý.

## Aktivity ve farnosti
Farnost pravidelně pořádá tříkrálovou sbírku - v roce 2015 se při ní ve Žďárci, Ostrově a Vickově vykoledovalo 12 658 korun, ve Vratislávce 4 100 korun. Při sbírce v roce 2016 se vybralo ve Žďárci, Ostrově a Vickově 13 341 korun, ve Vratislávce 5 030 korun. O rok později dosáhl výtěžek sbírky ve Žďárci 14 993 korun, ve Vratislávce 6 060 korun.
Výuka náboženství se koná v budově základní školy. Farnost je zapojena do projektu adopce na dálku. Adorační den připadá na 24. září. Tento den je také dnem vzájemných modliteb farností za bohoslovce a bohoslovců za farnosti brněnské diecéze.